# Çatalağaç, Doğankent
Çatalağaç là một xã thuộc huyện Doğankent, tỉnh Giresun, Thổ Nhĩ Kỳ. Dân số thời điểm năm 2011 là 240 người.